# Nar (rivière)
Pour les articles homonymes, voir Nar.
La Nar est une rivière anglaise qui draine et irrigue un bassin versant à dominante calcaire. C'est un affluent de la rivière Great Ouse.

## Géographie
Elle prend sa source près de Litcham dans le comté de Norfolk. 
Elle s'écoule sur 24 kilomètres vers l'ouest passant par Castle Acre et Narborough (ce dernier donnant à la Nar son nom).
Elle rejoint la Ouse à King's Lynn. 
Elle a autrefois reçu différents noms, tels que la Setch, la Sandringham, et la Lynn Flu, ceux-ci sont rarement, voire jamais, utilisés de nos jours.

## Écologie
Ce cours d'eau est actuellement en partie classé SSSI, pour une surface de 212.385 hectares abritant 4 grands habitats d'importance faunistique, floristique et écologique. 
Nombre d'invertébrés aquatiques ou semi-aquatique (regroupés par ordres) observés au printemps dans le fleuve Nar,.
| Ordre en latin (nom commun)         | Nombre d'espèces par ordre |
| ----------------------------------- | -------------------------- |
| Coleoptera (Coléoptères aquatiques) | 35                         |
| Diptera (mouches vraies)            | 3                          |
| Ephemeroptera (Ephémères)           | 17                         |
| Gastropoda (Escargots, limaces)     | 9                          |
| Hemiptera (hémiptères)              | 14                         |
| Odonata (libellules, demoiselles)   | 8                          |
| Trichoptera (trichoptères)          | 52                         |
| Autres ordres                       | 40                         |
| Total                               | 188                        |

Selon une modélisation récente, son écosystème et les services écosystémiques qui en dépendant pourraient être significativement dégradés dans le contexte attendu du réchauffement climatique